# Bereznik
Bereznik in russo Березник? è un insediamento urbano (посёлок городского типа) russo, centro amministrativo del Vinogradovskij rajon, nell'oblast' di Arcangelo.
Si trova a 64 metri sul livello del mare sulla riva sinistra della Dvina settentrionale. La sua prima menzione risale all'anno 1676.